# Amazonides hopkinsae
Amazonides hopkinsae là một loài bướm đêm trong họ Noctuidae.